# سولفورافان
سولفورافان (به انگلیسی: Sulforaphane) با فرمول شیمیایی C6H11NOS2 یک ترکیب شیمیایی با شناسه پاب‌کم 199401 است. که جرم مولی آن ۱۷۷٫۲۹ گرم بر مول می‌باشد.سولفورافان یک ترکیب گیاهی طبیعی است که از سبزیجات چلیپایی مانند کلم بروکلی و جوانه بروکلی به دست می‌آید. این ماده به دلیل خاصیت آنتی اکسیدانی، ضد میکروبی و ضد التهابی شناخته شده است و به خاطر فواید سلامتی آن مانند پیشگیری از سرطان، تقویت سلامت قلب و به عنوان درمانی برای اوتیسم مورد مطالعه قرار گرفته است. 
سولفورافان موجود در سبزیجات چلیپایی به صورت گلوکورافانین ذخیره شده و غیرفعال است. گلوکورافانین توسط آنزیم میروسیناز به شکل فعال خود به سولفورافان تبدیل می‌شوند. میروسیناز موجود در گیاه با خرد شدن یا جویدن فعال می‌شود، همچنین می‌تواند توسط باکتری‌های خاصی در روده تولید شود.